# Тяньцзіньські трактати (1858)
Тяньцзіньські трактати (англ. Treaties of Tianjin, кит.: 天津条约) — серія договорів між Цінською імперією і західними державами, підписаних в Тяньцзіні в 1858 році після програшу Цінською імперією битви за форти Дагу.
Трактати були ратифіковані китайським імператором лише в 1860 році, після програшу Цінською імперією Другої опіумної війни.

## Російсько-китайський трактат
Тяньцзіньський російсько-китайський трактат був підписаний 1 (13) червня 1858 року комісаром Російської імперії в Китаї Є. В. Путятіном та повноважним представником китайської сторони Хуа Шанем. Він складався з 12 статей і розширював політичні та торговельні права Російської імперії в Цінській імперії, передбачав визначити не встановлену до цього часу частину кордону між Росією та Китаєм.

Передбачалося створення відповідальних груп дослідників, які б вивчили ситуацію на місці і домовилися про лінію кордону. В цьому документі сказано:

«Для визначення кордонів будуть зроблені детальний опис та карти суміжних просторів, які і послугують обом урядам на майбутній час безспірними документами про кордони».
Оскільки укладений в травні того ж року Айгунський договір не розмежував землі від Уссурі до моря, уряд Росії направив у Пекін для подальших переговорів особливу місію на чолі з графом Н. П. Ігнатьєвим.

## Американо-китайський трактат
Було укладено 18 червня 1858 року. Трактат складався з 30 статей.
Договір дозволяв США заснувати посольство в Пекіні, Цінська імперія відкривала для торгівлі ряд нових портів, визнавала права християн сповідувати і проповідувати свою релігію.

## Англо-китайський трактат
Було укладено 26 червня 1858 року. Трактат складався з 56 статей.
Окрім положень, аналогічних американо-китайському трактату, в англо-китайському трактаті ще було обумовлено право на судноплавство по Янцзи, розглянуті питання, пов'язані з британським суверенітетом над Гонконгом. У статті 51 було обумовлено, щоб по відношенню до підданих Британської імперії більше не вживався ієрогліф кит.: 夷, що означає «варвар».

## Франко-китайський трактат
Було укладено 27 червня 1858 року.